# Округа департамента Арьеж

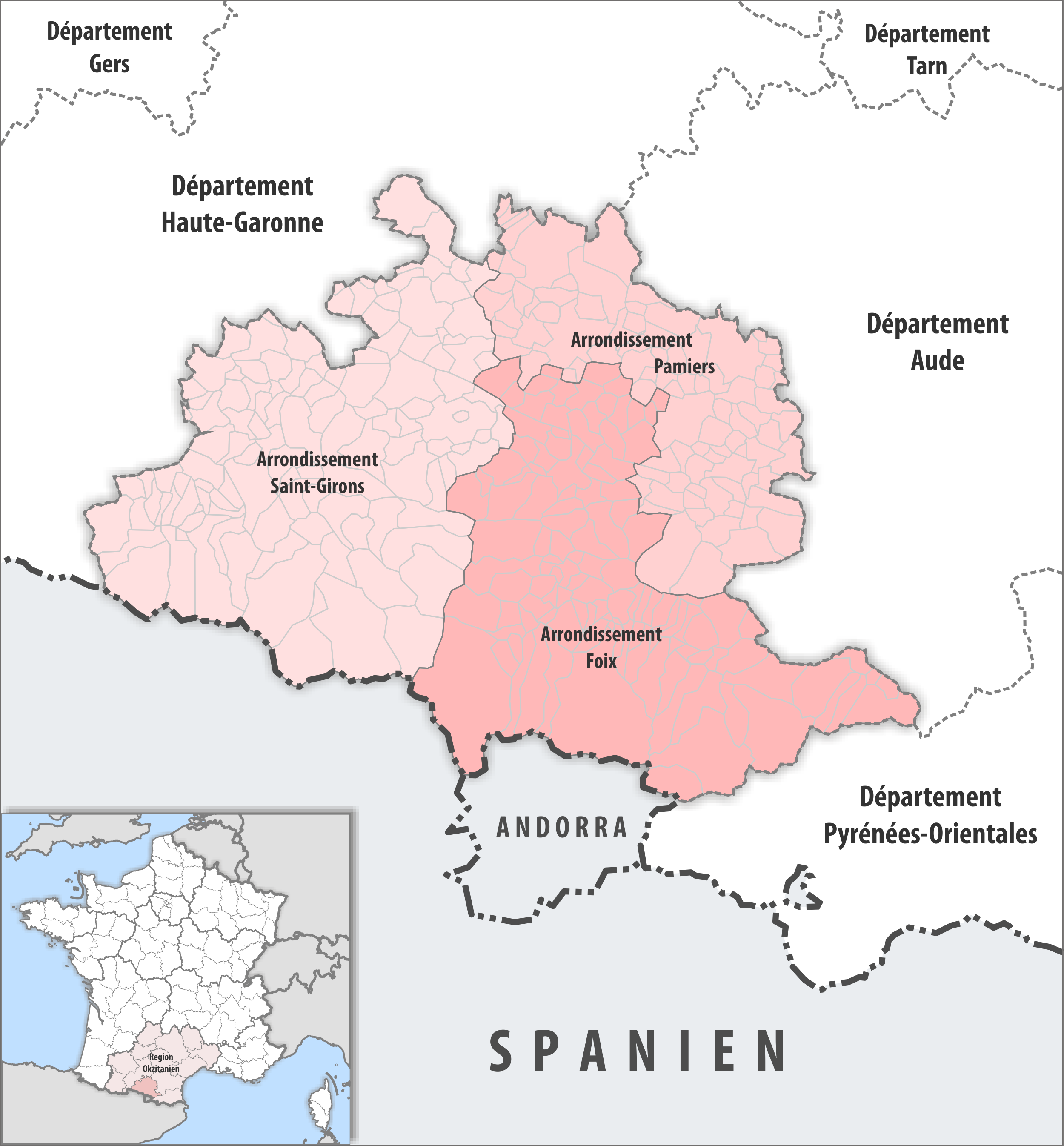
Département Ariège, 2017

Во французский департамент Арьеж входят округа:
- Фуа (Foix)
- Памье (Pamiers)
- Сен-Жирон (Saint-Girons)

## История

Округ Арьеж. Цветом выделены части провинций, заходивших на территорию округа до 1790 года.

Округа были образованы после французской революции, административное деление менялось следующим образом: в 1790 департамент был разделен на три района (Mirepoix, Saint-Girons, Tarascon), затем в 1800 году они были объединены в три округа: Фуа, Памье и Сен-Жирон. В 1926 был упразднен округ Памье, затем в 1942 округ Памье был восстановлен.